# 주건덕
주건덕(周建德, ? ~ ?)은 전한 중기의 제후로, 개국공신 주발의 손자이다.

## 행적
원삭 4년(기원전 125년), 아버지 주견의 뒤를 이어 평곡후(平曲侯)에 봉해졌다.
원정 5년(기원전 112년), 주금을 법령에 맞지 않게 한 죄로 작위를 빼앗겼다.
원강 4년(기원전 62년), 주발의 증손인 괴리공승(槐里公乘) 주광한(周廣漢)이 조서를 받들고 가문을 다시 일으켰다. 작위가 다시 주어진 것은 아니며, 작위는 평제 때 주공이 다시 받았다.

## 출전
- 사마천, 《사기》 권18 고조공신후자연표
- 반고, 《한서》 권16 고혜고후문공신표

| 전임 장광국 | 전한의 태상 기원전 112년 | 후임 두상부 |

| 선대 아버지 평곡공후 주견 | 전한의 평곡후 기원전 124년 ~ 기원전 112년 | 후대 (113년 후) 주공 |